# Theodor Wilhelm Engelmann
Theodor Wilhelm Engelmann (1843-1909) fue un botánico, fisiólogo, microbiólogo, profesor y músico alemán, que entre otras investigaciones, desarrolló en 1882 un experimento para medir el efecto de los diferentes colores de luz sobre la fotosíntesis, y demostró que la conversión de energía lumínica en química tiene lugar en el cloroplasto.

## Antecedentes
Engelmann estudió ciencias naturales y medicina en la Universidad de Jena de 1861 a 1862, y luego en las universidades de Heidelberg, Göttingen, y Leipzig. En 1867 obtuvo su doctorado en Leipzig.
Luego enseñó fisiología en la Universidad de Utrecht, llegando a profesor en 1888. En 1897 comenzó a enseñar la misma materia en la Universidad de Berlín, donde también fue editor del Archivo de anatomía y fisiología. Se retiró en 1908, pero continuó en esta última actividad hasta su muerte.

## Investigación científica

### Fisiología muscular
La mayor contribución de Engelmann al campo de la fisiología surgió de un estudio realizado entre 1873 y 1897, en el que observó las contracciones de los músculos estriados. Centrándose en las bandas visibles de fibras musculares, notó que el volumen de las bandas anisótropas aumentaba durante la contracción, mientras que el de las bandas isótropas disminuía. Sobre la base de estas observaciones concluyó que la interacción de ambos tipos de bandas permitía la contracción muscular.
También demostró en 1875, mediante experimentos con disección de ranas, que las contracciones del corazón las producía el propio músculo cardíaco, sin necesidad de un estímulo nervioso externo, como se creía previamente.

### Fotosíntesis
Engelmann realizó tres experimentos de importancia en relación con la fotosíntesis:
En 1881 observó el movimiento de las bacterias a través del cloroplasto en un filamento de alga spirogyra. Engelmann efectuó la hipótesis de que la bacteria se movía en respuesta al oxígeno generado por el cloroplasto con actividad fotosintética en el alga. Este fue una de las primeras observaciones documentadas de aerotaxia positiva en una bacteria.
En 1882 realizó su famoso experimento de espectro de acción utilizando un equipo diseñado y construido por Carl Zeiss. El microscopio modificado tenía un prisma que lograba generar un espectro microscópico. También podía distinguir y medir diferentes longitudes de onda, convirtiéndolo en un «micro-espectroscopio». Engelmann utilizó este aparato para iluminar una muestra de Cladophora con luz del espectro visible, exponiendo diferentes secciones a diferentes longitudes de onda (o colores). Agregó la denominada bacteria termo a la muestra, y registró donde se reunía. La aglutinación bacteriana le permitió ver cuáles regiones tenían la concentración máxima de oxígeno. Las bacterias se aglutinaron en las zonas con luz roja o azul, demostrando que allí la actividad de fotosíntesis era mayor. La prueba se completaba con un control en el que se quitaba el alga, y se iluminaba una colonia de bacterias con la misma variación espectral: de esta manera, y con la limitada tecnología disponible en la época, Engelmann probó que lo que atraía a las bacterias no era la luz roja o azul, sino la presencia diferencial de oxígeno.
Posteriormente su experimento fue puesto en duda porque al utilizar la luz solar como fuente, no tuvo en cuenta que el sol no emite en todas las longitudes de onda con la misma intensidad: sin embargo, otras pruebas realizadas sobre pigmentos de plantas probaron que sus resultados habían sido válidos.
Un año después Engelman descubrió que la bacteria púrpura utiliza la radiación ultravioleta de la misma manera.